# Hradiště (area militare)

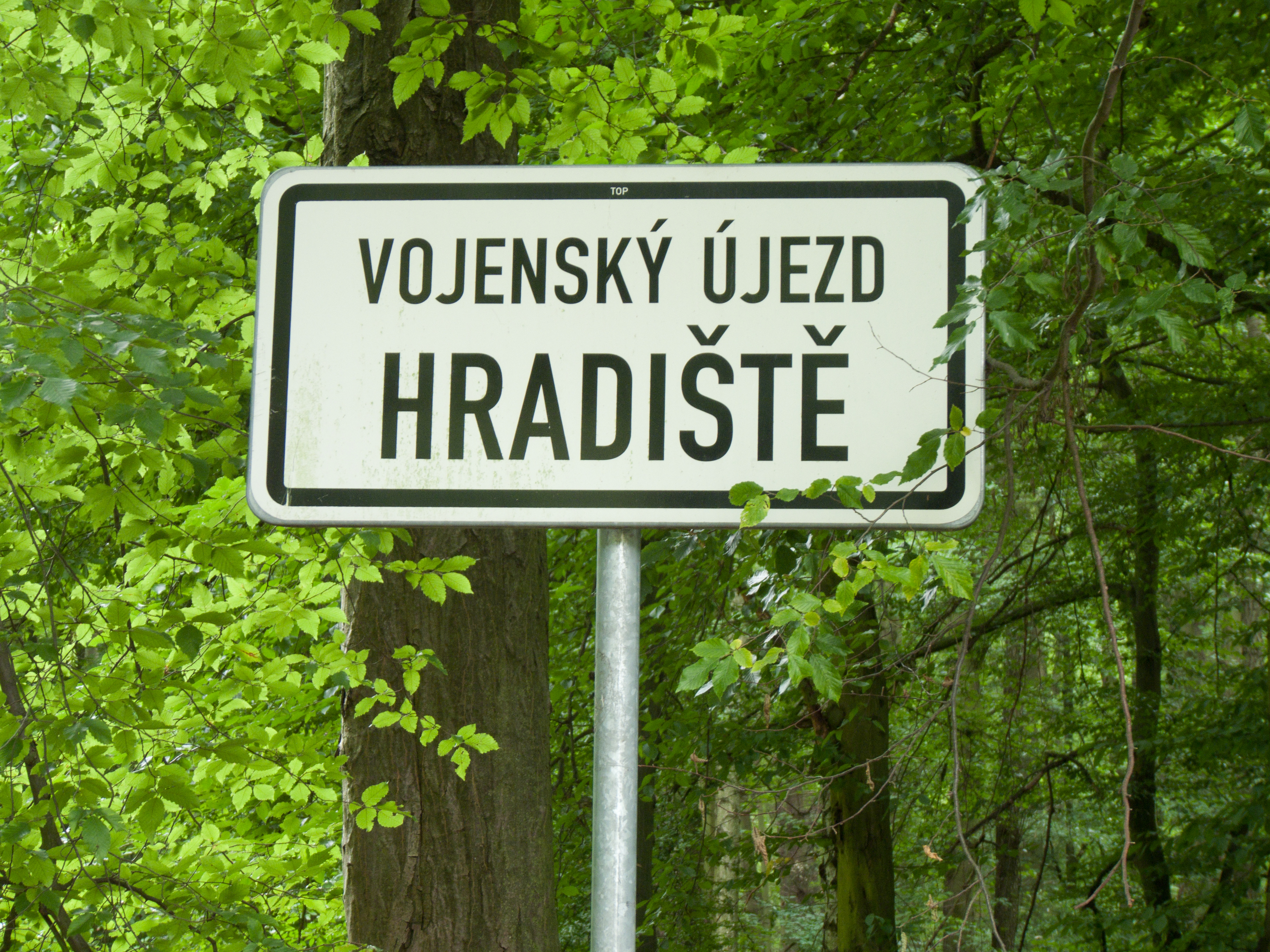
Cartello stradale all'ingresso dell'area militare.

Hradiště (in ceco Vojenský újezd Hradiště) è un'area militare della Repubblica Ceca facente geograficamente parte del distretto di Karlovy Vary, nella regione omonima.
Si tratta di un'area asservita all'esercito ceco situata nel settore orientale del distretto, al confine con il distretto di Chomutov nella regione di Ústí nad Labem. Statisticamente viene considerata a livello dei comuni, dispone di propri simboli e di un proprio codice statistico ed ha una popolazione residente. Non dispone di organi amministrativi, venendo amministrata da un comandante dell'esercito.